# Eurycheilichthys
Eurycheilichthys – rodzaj słodkowodnych ryb sumokształtnych z rodziny zbrojnikowatych (Loricariidae).

## Zasięg występowania
Brazylia, a E. pantherinus również w Argentynie.

## Klasyfikacja
Gatunki zaliczane do tego rodzaju:
- Eurycheilichthys apocremnus
- Eurycheilichthys castaneus
- Eurycheilichthys coryphaenus
- Eurycheilichthys limulus
- Eurycheilichthys luisae
- Eurycheilichthys pantherinus
- Eurycheilichthys paucidens
- Eurycheilichthys planus
- Eurycheilichthys vacariensis

Gatunkiem typowym jest Eurycheilus pantherinus (Eurycheilichthys pantherinus).